# Phreatobius cisternarum
Phreatobius cisternarum är en fiskart som beskrevs av Goeldi, 1905. Phreatobius cisternarum ingår i släktet Phreatobius och familjen Heptapteridae. IUCN kategoriserar arten globalt som otillräckligt studerad. Inga underarter finns listade i Catalogue of Life.